# Saison 30 d'Alerte Cobra
Chronologie
Saison 29 Saison 31
Cet article présente le guide des épisodes la trentième saison de la série télévisée Alerte Cobra.

## Distribution

### Acteurs principaux
- Erdoğan Atalay : Sami Gerçan (inspecteur)
- Tom Beck : Ben Jäger (inspecteur)

### Acteurs récurrents
- Katja Woywood : Kim Krüger (chef de service)
- Daniela Wutte : Susanne König (secrétaire)
- Gottfried Vollmer : Boris Bonrath (brigadier)
- Katrin Heß : Jenny Dorn (brigadier)
- Niels Kurvin : Armand Freund (police scientifique)
- Kerstin Thielemann : Isolde Maria Schrankmann (procureure générale)
- Carina Wiese : Andréa Gerçan (femme de Sami)
- Oliver Pocher : Oliver Sturm

## Diffusion
En Allemagne, la saison a été diffusée du 15 septembre 2011 au 10 novembre 2011, sur RTL Television.
En France, la saison a été diffusée du 3 juin 2013 au 30 septembre 2013 sur TMC. À noter que TMC diffusait aléatoirement les épisodes.

## Épisodes

### Épisode 1:Au-delà des frontières
- Allemagne : 15 septembre 2011 sur RTL Television
- France : 10 et 11 juin 2013 sur TMC

### Épisode 2:Psychothérapies de choc
- Allemagne : 22 septembre 2011 sur RTL Television
- France : 6 juin 2013 sur TMC

### Épisode 3:Au cœur du danger
- Allemagne : 29 septembre 2011 sur RTL Television
- France : 5 juin 2013 sur TMC

### Épisode 4:Des collègues stupéfiants
- Allemagne : 6 octobre 2011 sur RTL Television
- France : 4 juin 2013 sur TMC

- Daniel Roesner
- Tomas Wodianka
- Alex Stein
- Bernd Stegemann

### Épisode 5:Victimes de la mode
- Allemagne : 13 octobre 2011 sur RTL Television
- France : 3 juin 2013 sur TMC

### Épisode 6:Touche pas à mon père
- Allemagne : 20 octobre 2011 sur RTL Television
- France : 18 juin 2013 sur TMC

### Épisode 7:Une convalescence agitée
- Allemagne : 27 octobre 2011 sur RTL Television
- France : 12 juin 2013 sur TMC

### Épisode 8:Menace intérieure
- Allemagne : 3 novembre 2011 sur RTL Television
- France : 30 septembre 2013 sur TMC

- Götz Schubert

### Épisode 9:Jour de fête
- Allemagne : 10 novembre 2011 sur RTL Television
- France : 7 juin 2013 sur TMC

- Guntbert Warns
- Carina Wiese
- Ellenie Salvo González